# العلاقات المكسيكية النيجيرية
العلاقات المكسيكية النيجيرية هي العلاقات الثنائية التي تجمع بين المكسيك ونيجيريا.

## مقارنة بين البلدين
هذه مقارنة عامة ومرجعية للدولتين:
| وجه المقارنة                                              | المكسيك                                                                               | نيجيريا                     |
| --------------------------------------------------------- | ------------------------------------------------------------------------------------- | --------------------------- |
| المساحة (كم2)                                             | 1.97 مليون                                                                            | 923.77 ألف                  |
| عدد السكان (نسمة)                                         | 130.53 مليون                                                                          | 190.89 مليون                |
| الكثافة السكانية (ن./كم²)                                 | 66.26                                                                                 | 206.64                      |
| العاصمة                                                   | مدينة مكسيكو                                                                          | أبوجا، لاغوس                |
| اللغة الرسمية                                             | اللغة الإسبانية                                                                       | لغة إنجليزية، اللغة اليوربا |
| العملة                                                    | بيزو مكسيكي                                                                           | نيرة نيجيرية                |
| الناتج المحلي الإجمالي (بليون دولار)                      | 1.15 تريليون                                                                          | 375.77 مليار                |
| الناتج المحلي الإجمالي (تعادل القوة الشرائية) بليون دولار | 2.16 تريليون                                                                          | 1.09 تريليون                |
| الناتج المحلي الإجمالي الاسمي للفرد دولار أمريكي          | 9.01 ألف                                                                              | 2.64 ألف                    |
| الناتج المحلي الإجمالي للفرد دولار أمريكي                 | 17.32 ألف                                                                             | 5.91 ألف                    |
| مؤشر التنمية البشرية                                      | 0.756                                                                                 | 0.514                       |
| رمز المكالمات الدولي                                      | +52                                                                                   | +234                        |
| رمز الإنترنت                                              | .mx                                                                                   | .ng                         |
| المنطقة الزمنية                                           | منطقة زمنية وسطى، المنطقة الزمنية الجبلية، زمن منطقة المحيط الهادئ، منطقة زمنية شرقية | ت ع م+01:00                 |

## منظمات دولية مشتركة
يشترك البلدان في عضوية مجموعة من المنظمات الدولية، منها:
| علم المنظمة | اسم المنظمة                        | تاريخ انضمام المكسيك | تاريخ انضمام نيجيريا |
| ----------- | ---------------------------------- | -------------------- | -------------------- |
|             | مؤسسة التنمية الدولية              | 24 أبريل 1961        | 14 نوفمبر 1961       |
|             | الأمم المتحدة                      | 7 نوفمبر 1945        | 7 أكتوبر 1960        |
|             | منظمة التجارة العالمية             | 1995                 | ?                    |
|             | منظمة الشرطة الجنائية الدولية      | ?                    | ?                    |
|             | الاتحاد الدولي للاتصالات           | 1 يوليو 1908         | 11 أبريل 1961        |
|             | الفريق المعني برصد الأرض           | ?                    | ?                    |
|             | البنك الدولي للإنشاء والتعمير      | 31 ديسمبر 1945       | 30 مارس 1961         |
|             | المنظمة الهيدروغرافية الدولية      | ?                    | ?                    |
|             | الاتحاد البريدي العالمي            | ?                    | ?                    |
|             | منظمة حظر الأسلحة الكيميائية       | ?                    | ?                    |
|             | مؤسسة التمويل الدولية              | 20 يوليو 1956        | 30 مارس 1961         |
|             | وكالة ضمان الاستثمار متعدد الأطراف | 1 يوليو 2009         | 12 أبريل 1988        |
|             | يونسكو                             | 4 نوفمبر 1946        | 14 نوفمبر 1960       |

## وصلات خارجية
- موقع وزارة الخارجية المكسيكية
- موقع وزارة الخارجية النيجيرية